# Анастасиос Михаил
Анастасиос Михаил, наречен Мъдрият (на гръцки: Αναστάσιος Μιχαήλ ο Λόγιος, подписвал се на латински Anastasius Michaelis Nausius Macedonius), е гръцки просветен деец, член на Берлинската академия на науките.

## Биография
Михаил е роден в македонския град Негуш (Науса) през 70-те години на XVII век. Учи в родния си град, след това риторика и философия в Янина при Георгиос Сугдурис. В 1702 се среща с видни немски теолози в Цариград и по-късно заминава за Хале, където учи медицина. Избран е за член на Берлинската академия. В 1706 година публикува пътеписна книга в Амстердам. В 1710 година издава книгата „Царски театър“. В 1714 година публикува „За състоянието на различните провинции на Европа за изучаване от любознателните гърци“.
Тъй като знае гръцки и славянски в 1713 – 1715 година е пети член на комисията за поправяне на славянския превод на Библията.
Умира в Москва в 1722 година.
В Негуш името на Атанасиос Михаил носи политически силогос.